# Vivre à trois
Three's a Crowd
Vivre à trois (Three's Company) est une sitcom américaine en 172 épisodes de 23 minutes, créée par Don Nicholl, Michael Ross et Bernie West, et diffusée entre le 15 mars 1977 et le 18 septembre 1984 sur le réseau ABC.
Les six premières saisons ont été doublées au Québec et diffusées à partir du 17 juin 1982 à la Télévision de Radio-Canada. Néanmoins, elle reste inédite dans les autres pays francophones.
La sitcom, à la manière d'une pièce de théâtre, une comédie de situation, légère et pleine d'humour, parfois satirique, relate les aventures et mœurs d'un trio souvent confronté à des malentendus et quiproquos lors de leurs déboires de la vie quotidienne souvent de type pécuniaire, comme d'arriver à payer le loyer en temps et en heure. 

## Synopsis
Janet et Chrissy partagent un appartement à Santa Monica en Californie. Elles ne savent pas cuisiner et comme leur ami Jack fait des études pour devenir chef dans une école hôtelière, elles se disent que ce serait une bonne idée qu'il devienne leur colocataire. 
Afin de faire accepter cette idée à leur propriétaire qui vit juste en dessous de chez elles, elles décident de dire que Jack est homosexuel…

## Distribution
- John Ritter (VQ : Jacques Lavallée) : Jack Tripper
- Joyce DeWitt (VQ : Francine Vernac) : Janet Wood

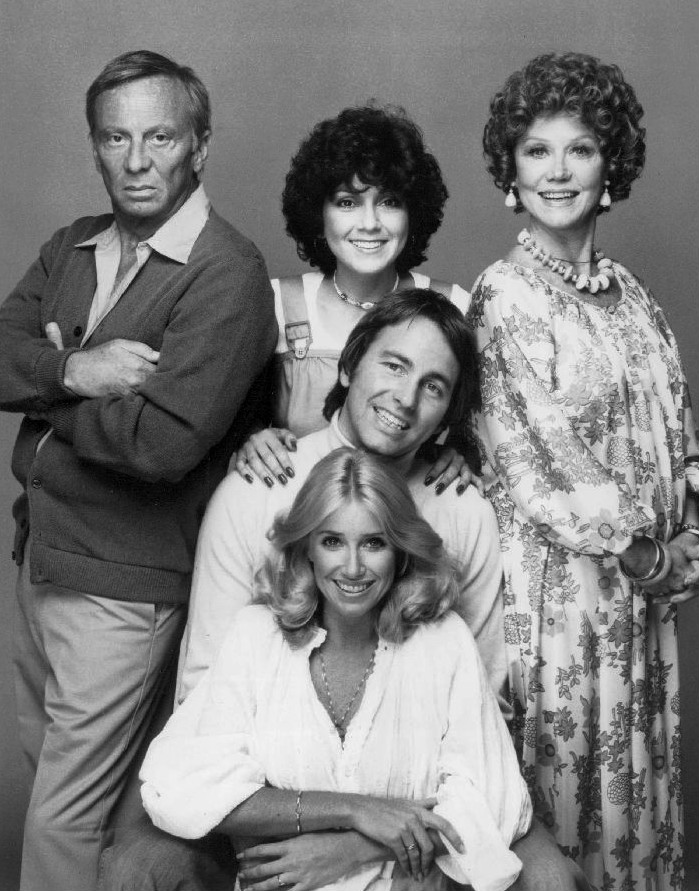
La distribution originale, 1977

- Suzanne Somers (VQ : Diane Arcand) : Chrissy Snow (saisons 1 à 5)
- Audra Lindley (VQ : Béatrice Picard) : Helen Roper (saisons 1 à 3)
- Norman Fell (VQ : Robert Rivard) : Stanley Roper (saisons 1 à 3)
- Paul Ainsley : Jim the Bartender (saisons 1 à 5)
- Richard Kline (VQ : Marc Bellier) : Larry Dallas (saisons 1 à 8)
- Don Knotts (VQ : Ronald France) : Ralph Furley (saisons 4 à 8)
- Ann Wedgeworth (en) : Lana Shields (saison 4)
- Jenilee Harrison (en) (VQ : Claudie Verdant) : Cindy Snow (saisons 5 et 6)
- Jordan Charney : Frank Angelino (saisons 6 et 7)
- Priscilla Barnes (VQ : Christiane Pasquier) : Terri Alden (saisons 6 à 8)
- Brad Blaisdell : Mike the Bartender (saisons 6 à 8)
- Anne Schedeen: Linda (5 épisodes 1978-1982)

 Source et légende : version québécoise (VQ) sur Doublage.qc.ca

## Épisodes
L'intrigue se déroule à quelques pas de la plage à Santa Monica, en Californie. La série était essentiellement filmée dans trois décors : l'appartement du trio, l'appartement des propriétaires et le bar du quartier nommé The Regal Beagle. Dans les dernières saisons, l'utilisation d'un plus grand nombre de décors était courante : on pouvait découvrir l'appartement de Larry, le meilleur ami de Jack, le restaurant de Monsieur Angelino, le bistro de Jack, l'hôpital où Terri travaillait et le magasin de fleurs de Janet.
L'humour dans cette sitcom est basé sur la farce et le burlesque, à la manière du Vaudeville (un homme et deux femmes, les portes qui claquent), s'appuyant souvent sur des insinuations et des malentendus, ainsi que sur du comique physique pour ponctuer les postures farfelues dans lesquelles les personnages se trouvent invariablement impliqués en tentant de se sortir de situations et dilemmes.

## Production

### Développement
Three's Company est l'aboutissement d'un long processus de développement. Deux groupes différents de scénaristes ont tenté d'américaniser la sitcom britannique Man about the House. Trois pilotes ont été tournés, ce qui est rare dans l'histoire de la télévision américaine (il y avait aussi eu trois pilotes pour All in the Family entre 1968 et 1970). Le choix des acteurs principaux a subi plusieurs changement à l'arrivée de Fred Silverman à la tête de la chaîne ABC.

### Tournage
Three's Company fut tournée à deux endroits différents durant son histoire : les première, septième et huitième saison ont été enregistrées à Metromedia Square et ABC Television Center alors que les saisons deux à six au Studio 31 de CBS Television City. Les acteurs découvraient leur texte le lundi, répétaient du mardi au jeudi pour un tournage le vendredi. Chaque épisode était filmé deux fois à la suite devant un public différent. Les meilleurs moments des deux prises étaient montés pour obtenir l'épisode final prêt à être diffusé. L'enregistrement était effectué dans les conditions du direct en une prise continue, selon la volonté des producteurs, les scènes rejouées plusieurs fois étaient rares. Trois caméras couleur de type Norelco PC-60 étaient utilisées.
Dans le premier générique de début, la jolie femme brune vue de dos qui croise Jack avant qu'il ne tombe de son vélo est en fait l'actrice Suzanne Somers portant une perruque. Au générique de fin, lorsqu'on voit le trio nourrir les mouettes sur la plage, la blonde n'est pas Somers mais l'actrice Susan Lanier qui incarnait Chrissy dans le deuxième pilote jamais diffusé. Le deuxième générique de début où le trio déambule sur une jetée et s'amuse dans des auto-tamponneuses a été filmé à la jetée de Santa Monica avant la construction du parc d'attraction actuel, plus grand. Le générique diffusé après l'arrivée de Pricilla Barnes, montre les acteurs principaux visitant le zoo de Los Angeles à Griffith Park.

### Distribution
Three's Company a subi plusieurs changements dans la distribution des rôles. Le premier a eu lieu au printemps 1979 avec le départ des Roper pour leur propre série (The Ropers), après qu'ils ont déménagé et vendu leur immeuble. La série britannique Man About the House avait fait de même en créant la série George and Mildred.
Deux changements ont eu lieu à l'automne 1979, au début de la quatrième saison. Le premier est l'addition du personnage de Lana joué par Ann Wedgeworth, une femme mûre qui court après Jack, ce dernier refusant ses avances. L'actrice n'appréciant pas les apparitions de plus en plus rares de son rôle dans la série, son personnage fut abandonné sans aucune explication avant le milieu de la saison, les producteurs ayant libéré l'actrice en cours de contrat. L'autre nouveauté cet automne fut l'introduction du nouveau gérant de l'immeuble, Ralph Furley (joué par Don Knotts), son frère Bart ayant racheté l'immeuble aux Roper. Au début de la saison, Mr Furley poursuit Lana sans succès de la même manière qu'elle poursuit Jack, mais au contraire de Lana, son personnage apparaîtra jusqu'à la fin de la série.
La saison cinq marque le début des renégociations de contrat avec des tensions au sein de l'équipe qui font surface. Les multiples demandes par Suzanne Somers d'un salaire beaucoup plus élevé (de 30 000 à 150 000 dollars par épisodes, avec 10 % des revenus sur la série, soit un salaire équivalent à celui que gagne déjà John Ritter) n'ayant pas été obtenues, l'actrice a commencé une sorte de grève en s'absentant des séances de répétitions et des tournages. Somers, encore sous contrat, et ses producteurs pensant que son absence pèserait lourdement sur la popularité de la série, conclurent un accord avec elle : l'actrice apparut encore à la fin de certains épisodes mais seulement pendant une séquence d'une minute dans laquelle elle parlait au téléphone avec Janet. Ces scènes étaient enregistrées séparément des jours de tournage en public et sans les autres acteurs. Dans le scénario, il est expliqué que le personnage de Chrissy est retourné dans sa ville de Fresno pour s'occuper de sa mère malade, on ne la voit plus que lorsqu'elle appelle au téléphone un de ses anciens colocataires pour que chacun raconte à l'autre ses dernières aventures. Ces arrangements ont continué pendant une saison. Le contrat de Somers n'étant pas reconduit, Chrissy a été temporairement remplacée par Cindy Snow (Jenilee Harrison), sa cousine maladroite.
Terri Alden (jouée par Priscilla Barnes), une infirmière intelligente, parfois arrogante, a rejoint la distribution lors de la sixième saison (1981-82) pour définitivement prendre la place du troisième locataire occupée à l'origine par Chrissy. Dans le script, il est dit que Cindy doit quitter l'appartement pour l'université afin de réaliser son rêve de devenir un jour vétérinaire. Elle apparaît lors de visites au cours de la sixième saison.
La sitcom s'est terminée avec le départ de tous les acteurs excepté John Ritter, qui a poursuivi dans la suite intitulée Three's a crowd , elle-même basée sur son équivalent britannique et nommée Robin's Nest (en).
Après plus de 30 ans sans s'être adressé la parole, Suzanne Somers et Joyce DeWitt se sont finalement réconciliées et réunies lors d'un entretien diffusé sur Internet le 2 février 2012 dans la série de Suzanne, Breaking Through. Somers s'était aussi réconciliée avec John Ritter peu de temps avant qu'il ne décède en 2003.

## Audiences
La série débuta au printemps 1977, en mi-saison. Habituellement, dans les années 60 et 70, les programmes de mi-saison étaient limités à la diffusion de six épisodes au printemps. Personne au sein de la chaîne ne pensait qu'elle irait au-delà mais au contraire, les six épisodes pulvérisèrent des records d'audience pour l'époque propulsant la série au premier rang des programmes de mi-saison jamais diffusés sur une grande chaîne. ABC reconduisit la série pour une saison complète en lui donnant un horaire permanent en prime time durant l'année 1977-1978. Les audiences continuant de grimper au cours des années…

## Commentaires
- Cette sitcom est un remake de la série britannique Man About the House (en).
- Elle a été adaptée en France en 1988 sous le titre L'homme à tout faire avec Amarande et Pierre Doris dans le rôle des propriétaires.
- Immédiatement après la finale de la série, l'aventure se poursuit dans la série dérivée Three's a Crowd.
- Dans certains épisodes où aucune scène ne se déroule dans la cuisine, on peut voir dans l’entrebâillement de la porte battante, que le décor de celle-ci est réduit à un mur tapissé, avec quelques accessoires.
- Il est fréquent de voir le microphone apparaître furtivement dans le champ de la caméra mais les scènes étaient rarement rejouées afin de conserver la spontanéité des acteurs et des rires du public présent.
- Le titre original vient de l'expression anglaise "two is company, three's a crowd" (deux ça va, trois c'est trop).
- Les colocataires occupent l'appartement no 201 (2 femmes, 1 homme)
- La série est évoquée dans le roman Seul sur Mars d'Andy Weir dont est tiré le film du même nom.